# Euphorbia unispina
Euphorbia unispina ist eine Pflanzenart aus der Gattung Wolfsmilch (Euphorbia) in der Familie der Wolfsmilchgewächse (Euphorbiaceae).

## Beschreibung
Die sukkulente Euphorbia unispina bildet wenig verzweigte Sträucher bis 3 Meter Höhe aus. Die stielrunden Triebe werden bis 2,5 Zentimeter im Durchmesser groß und sind mit flachen Warzen besetzt, die in 4 bis 5 Spiralreihen stehen. Die Dornschildchen erreichen etwa 7 Millimeter im Durchmesser und die Dornen werden bis 10 Millimeter lang. Die an der Spitze der Triebe dicht stehenden Blätter sind verkehrt eiförmig und werden 11,5 Zentimeter lang und 5 Zentimeter breit. Sie sind an den Spitzen ausgefranst und fein zugespitzt. An jüngeren Trieben verbleiben die Blätter längere Zeit.
Die einzelnen bis 2-fach gabeligen Blütenstände bestehen aus Cymen sind fast sitzend. Die Cyathien werden etwa 4 Millimeter im Durchmesser groß. Die elliptischen Nektardrüsen sind rot gefärbt. Die stumpf gelappte Frucht erreicht einen Durchmesser von 6 Millimeter.

## Verbreitung und Systematik
Euphorbia unispina ist Westafrika, in Guinea und Mali, im Norden von Nigeria und weiter östlich bis in den Süden von Sudan verbreitet.
Die Erstbeschreibung der Art erfolgte 1911 durch Nicholas Edward Brown.